# Cecil Street
Pour les articles homonymes, voir Street (homonymie).
Cecil John Charles Street (Gibraltar, 3 mai 1884 - Seaford, 8 décembre 1964) est un militaire britannique, mieux connu comme auteur de roman policier sous les pseudonymes de John Rhode et Miles Burton.

## Biographie
Cecil Street amorce sa carrière militaire comme officier de l'artillerie et, pendant la Première Guerre mondiale, sert dans les services d'espionnage. Son travail de propagandiste lui vaut plus tard le grade de major. À l'armistice, il sera agent de liaison entre Dublin et Londres pendant la Guerre d'indépendance de l'Irlande.
Sous le pseudonyme de John Rhode, le major Street publie entre 1924 et 1961 plus de quatre-vingt romans policiers. Presque la totalité ont pour détective récurrent le Dr Lancelot Priestley, apparu pour la première fois dans The Paddington Mystery en 1925. Le Dr Priestley, dont le travail professionnel est avant tout scientifique, met parfois son sens inné de la déduction pour tirer au clair des énigmes criminelles. Sur certains points, le héros de Rhode rappelle le Dr Thorndyke de R. Austin Freeman.
À partir de 1930, Street entreprend, sous le pseudonyme de Miles Burton, la série des enquêtes de Desmond Merrion, officier de la marine affecté aux services des renseignements, et de l'inspecteur Henry Arnold de Scotland Yard. Ce duo mal assorti, parfois aux prises avec les machinations d'espions allemands, souffre nombre de tensions qui provoquent entre eux des réparties mi-figue, mi raisin.
Membre du Detection Club dès sa fondation en 1930, John Rhode participe à deux romans (L'Amiral flottant - 1931 et Ask a Policeman - 1933) écrits en collaboration avec plusieurs auteurs de l'Âge d'or du roman d'énigme : Agatha Christie, Dorothy L. Sayers...

## Œuvre

### Romans

#### SérieDrLancelot Priestleysignée John Rhode
- The Paddington Mystery (1925)
- Dr. Priestley's Quest (1926)
- The Ellerby Case (1927)
- The Murders in Praed Street (1928) Publié en français sous le titre Les Meurtres de Praed Street, Paris, Éditions du Grenier à Sel, coll. « L'Araignée » no 1, 1946
- Tragedy at the Unicorn (1928)
- The House on Tollard Ridge (1929)
- The Davidson Case ou Murder at Bratton Grange [É.-U.] (1929)
- Peril at Cranbury Hall (1930)
- Pinehurst ou Dr. Priestley Investigates [États-Unis] (1930)
- Tragedy on the Line (1931) Publié en français sous le titre La Tragédie du rail, Paris, Librairie des Champs-Élysées, coll. « Le Masque » no 130, 1933
- The Hanging Woman (1931) Publié en français sous le titre Pendue, Paris, Redier, coll. « Le Domino noir » no 18, 1932
- Mystery at Greycombe Farm ou The Fire at Greycombe Farm [É.-U.] (1932)
- Dead Men at the Folly (1932)
- The Motor Rally Mystery ou Dr. Priestley Lays a Trap [É.-U.] (1933)
- The Claverton Mystery ou The Claverton Affair [É.-U.] (1933)
- The Venner Crime (1933)
- The Robthorne Mystery (1934)
- Poison for One (1934)
- Shot at Dawn (1934)
- The Corpse in the Car (1935)
- Hendon's First Case (1935)
- Mystery at Olympia ou Murder at the Motor Show [É.-U.] (1935) Publié en français sous le titre Le Stand tragique, Paris, Nouvelle Revue Critique, coll. « L'Empreinte » no 162, 1939
- Death at Breakfast (1936)
- In Face of the Verdict ou In the Face of the Verdict [É.-U.] (1936)
- Death in the Hop Fields ou The Harvest Murder [É.-U.] (1937)
- Death on the Board ou Death Sits on the Board [É.-U.] (1937)
- Proceed with Caution ou Body Unidentified [É.-U.] (1937)
- Invisible Weapons (1938)
- The Bloody Tower ou The Tower of Evil [É.-U.] (1938) Publié en français sous le titre La Tour sanglante, Paris, Nouvelle Revue Critique, coll. « L'Empreinte » no 168, 1939
- Death on Sunday ou The Elm Tree Murder [É.-U.] (1939)
- Death Pays a Dividend (1939)
- Death on the Boat Train (1940)
- Murder at Lilac Cottage (1940)
- Death at the Helm (1941)
- They Watched by Night ou Signal for Death [É.-U.] (1941)
- The Fourth Bomb (1942)
- Dead on the Track (1943)
- Men Die at Cyprus Lodge (1943)
- Death Invades the Meeting (1944)
- Vegetable Duck ou Too Many Suspects [É.-U.] (1944)
- The Bricklayer's Arms ou Shadow of a Crime [É.-U.] (1945)
- The Lake House ou Secret of the Lake House [É.-U.] (1946)
- Death in Harley Street (1946)
- Nothing But the Truth ou Experiment in Crime [É.-U.] (1947)
- Death of an Author (1947)
- The Paper Bag ou The Links in the Chain [É.-U.] (1948)
- Up the Garden Path ou The Fatal Garden [É.-U.] (1949)
- The Telephone Call ou Shadow of an Alibi [É.-U.] (1949)
- Blackthorn House (1949)
- Family Affairs ou The Last Suspect [É.-U.] (1950)
- The Two Graphs ou Double Identities [É.-U.] (1950)
- The Secret Meeting (1951)
- Dr. Goodwood's Locum ou The Affair of the Substitute Doctor [É.-U.] (1951)
- Death at the Dance (1952)
- Death in Wellington Road (1952)
- Death at the Inn ou The Case of the Forty Thieves [É.-U.] (1953)
- By Registered Post ou The Mysterious Suspect [É.-U.] (1953)
- Death on the Lawn (1954)
- The Dovebury Murders (1954)
- Death of a Godmother ou Delayed Payment [É.-U.] (1955)
- The Domestic Agency ou Grave Matters [É.-U.] (1955)
- An Artist Dies ou Death Of An Artist [É.-U.] (1956)
- Open Verdict (1956)
- Death of a Bridegroom (1957)
- Robbery With Violence (1957)
- Death Takes a Partner (1958)
- Licensed For Murder (1958)
- Murder at Derivale (1958)
- Three Cousins Die (1959)
- The Fatal Pool (1960)
- Twice Dead (1960) Publié en français sous le titre Scotland Yard et le baronnet, Paris, Presses internationales, coll. « Inter-Police » no 65, 1961
- The Vanishing Diary (1961)

#### Autres romans signés John Rhode
- ASF: The Story of a Great Conspiracy (1924) Publié en français sous le titre Peste sur Londres, Paris, S.E.P.E., coll. « Le Labyrinthe », 1945
- The Double Florin (1924)
- The Alarm (1925)
- Mademoiselle from Armentieres (1927)
- The Floating Admiral (1931), écrit en collaboration avec des membres de Detection Club Publié en français sous le titre L'Amiral flottant, traduit par Violette Delevingne, Paris, Gallimard, coll. « Le Scarabée d'Or » no 1, 1936 ; réédition dans une nouvelle traduction par François Andrieux sous le titre L'Amiral flottant sur la rivière Whyn, Clermont-Ferrand, Éditions Paleo, coll. « De l'autre côté » no 4, 2003  (ISBN 2-84909-026-3)
- Ask a Policeman (1933), écrit en collaboration avec des membres de Detection Club
- Drop to His Death (1939), en collaboration avec John Dickson Carr Publié en français sous le titre Mort dans l'ascenseur, Paris, Albin Michel, coll. « Le Limier » no 39, 1951 ; réédition, Paris, Librairie des Champs-Élysées, coll. « Le Masque » no 1950, 1989 ; réédition, Paris, Librairie des Champs-Élysées, coll. « Club des Masques » no 627, 1993
- Night Exercise (1942)

#### SérieInspecteur Arnold et Desmond Merrionsignée Miles Burton
- The Secret of High Eldersham ou The Mystery of High Eldersham (1930) Publié en français sous le titre Le Secret de High Eldersham, Paris, Oris, coll. « Le Corbeau » no 12, 1946
- The Menace on the Downs (1931)
- The Three Crimes (1931)
- Death of Mr. Gantley (1932)
- Fate at the Fair (1933)
- Tragedy at the Thirteenth Hole (1933)
- Death at the Crossroads (1933)
- To Catch a Thief (1934) Publié en français sous le titre Le Collier tragique, Paris, J. Dupuis, fils et Cie, coll. « Bibliothèque jaune. Police » no 33, 1938 (BNF 31892464)
- The Charabanc Mystery (1934) Publié en français sous le titre Le Vieux Tom, Paris, Librairie des Champs-Élysées, coll. « Le Masque » no 225, 1937
- The Devereux Court Mystery (1935)
- The Milk Churn Murder ou The Clue of the Silver Brush [É.-U.] (1935)
- Where is Barbara Prentice? ou The Clue of the Silver Cellar [É.-U.] (1936) Publié en français sous le titre Qu'est devenue Barbara ?, Paris, Librairie des Champs-Élysées, coll. « Le Masque » no 295, 1940
- Death in the Tunnel ou Dark Is the Tunnel [É.-U.] (1936) Publié en français sous le titre Sous le tunnel, Paris, Librairie des Champs-Élysées, coll. « Le Masque » no 245, 1937
- Murder of a Chemist (1936)
- Death at the Club ou The Clue of the Fourteen Keys [É.-U.] (1937)
- Murder in Crown Passage ou The Man with the Tattooed Face [É.-U.] (1937) Publié en français sous le titre Le Secret de High Eldersham, Paris, Oris, coll. « Le Corbeau » no 2, 1945
- Death at Low Tide (1938) Publié en français sous le titre Mort à marée basse, Paris, Nouvelle Revue Critique, coll. « L'Empreinte » no 156, 1938
- The Platinum Cat (1938) Publié en français sous le titre Le Chat de platine, Paris, Éditions Rouff, coll. « La Clé » no 27, 1940
- Mr. Babbacombe Dies (1939) Publié en français sous le titre Une boîte de menthol, Paris, Éditions Diderot, coll. « Roman policier », 1946
- Death Leaves No Card (1939)
- Mr. Westerby Missing (1940)
- Murder in the Coalhole ou Written in Dust [É.-U.] (1940)
- Death Takes a Flat ou Vacancy With Corpse [É.-U.] (1940)
- Up The Garden Path ou Death Visits Downspring [É.-U.] (1941) Publié en français sous le titre L'Étrange Mort de Mr. Noakes, Paris, Colnem, coll. « Le Vampire » no 3,1946
- Death of Two Brothers (1941)
- This Undesirable Residence ou Death at Ash House [É.-U.] (1942)
- Dead Stop (1943) Publié en français sous le titre Arrêt de mort, Lyon, Éditions Optic, coll. « Espionnage », 1946
- Murder M.D. ou Who Killed the Doctor? [É.-U.] (1943) Publié en français sous le titre La mort frappe les médecins, Paris, La Maîtrise du livre, coll. « L'Empreinte-Police » no 5, 1947
- Four-Ply Yarn ou The Shadow on the Cliff [É.-U.] (1944) Publié en français sous le titre L'Ombre de la falaise, Paris, Oris, coll. « Le Corbeau » no 10, 1946
- The Three Corpse Trick (1944)
- Early Morning Murder ou Accidents Do Happen [É.-U.] (1945)
- Not a Leg to Stand On (1945) Publié en français sous le titre Le Bosquet de l'homme mort, Paris, Albin Michel, coll. « Le Limier » no 2, 1947
- The Cat Jumps (1946)
- Situation Vacant (1946) Publié en français sous le titre Situation vacante, Paris, La Maîtrise du livre, coll. « L'Empreinte-Police » no 20, 1948
- Heir to Lucifer (1947) Publié en français sous le titre L'Héritier de Lucifer, Paris, Albin Michel, coll. « Le Limier » no 46, 1953
- A Will in the Way (1947)
- Devil's Reckoning (1948)
- Death in Shallow Water (1948)
- Death Takes the Living ou The Disappearing Parson [É.-U.] (1949)
- Look Alive (1949)
- Ground for Suspicion (1950)
- A Village Afraid (1950)
- Beware Your Neighbour (1951) Publié en français sous le titre Gare au voisin !, Paris, Librairie des Champs-Élysées, coll. « Le Masque » no 466, 1954
- Murder Out of School (1951)
- Murder On Duty (1952)
- Heir to Murder (1953)
- Something to Hide (1953)
- Murder in Absence (1954)
- Unwanted Corpse (1954)
- A Crime in Time (1955)
- Murder Unrecognized (1955)
- Death in a Duffle Coat (1956)
- Found Drowned (1956)
- The Chinese Puzzle (1957)
- The Moth-Watch Murder (1957)
- Bones in the Brickfield (1958)

#### Autres romans signée Miles Burton
- The Hardway Diamonds Mystery (1930)
- Murder at the Moorings (1932)

#### Romans signés Cecil Waye
- Murder at Monk's Barn (1931)
- The Figure of Eight (1931)
- The End of the Chase (1932)
- The Prime Minister's Pencil (1933)

## Sources
- Jacques Baudou et Jean-Jacques Schleret, Le Vrai Visage du Masque, vol. 1, Paris, Futuropolis, 1984, 476 p. (OCLC 311506692), p. 86-87 (Burton) et 361-362 (Rhode).
- Claude Mesplède (dir.), Dictionnaire des littératures policières, vol. 2 : J - Z, Nantes, Joseph K, coll. « Temps noir », 2007, 1086 p. (ISBN 978-2-910-68645-1, OCLC 315873361), p. 574 (Dr. Priestley) et 646-647 (Rhode).